# Mustamäe Suusahüppemäed
Die Mustamäe Suusahüppemäed ist eine Schanzenanlage mit vier Skisprungschanzen in der estnischen Hauptstadt Tallinn. Die Schanzenanlage verfügt über eine Mittlere Schanze der Kategorie HS 60 (K 50) und drei Kleine Schanzen der Kategorien K 25, K 18, K 10. Alle Schanzen sind mit Matten belegt.
Die Schanzenanlage befindet sich in einem Waldstück zwischen den beiden Stadtteilen Mustamäe und Nõmme von Tallinn.
Die Geschichte der Schanzenanlage geht bis in das Jahr 1933 zurück. In diesem Jahr wurden die vier Schanzen gebaut. Im Jahr 1954 wurden die vier Schanzen erneuert.

## Wettbewerbe
In den Jahren 1935, 1937, 1938, 1940, 1941 und 1952, also 6 Mal, fanden die estnischen Meisterschaften im Skispringen auf der Schanzenanlage Mustamäe Suusahüppemäed statt. Auf jeder Schanze der Schanzenanlage wurde mindestens einmal eine estnische Meisterschaft im Skispringen ausgetragen.
Die Meisterschaft im Jahr 1935 konnte Otto Tamm für sich entscheiden. Im Jahr 1937 sicherte sich Oskar Veldeman den Sieg. Eduard Bergman-Raidla konnte im Jahr 1938 die Konkurrenz besiegen. Zum zweiten Mal konnte Oskar Veldemann die estnischen Meisterschaften im Skispringen für sich im Jahr 1940 entscheiden. Im Jahr 1941 konnte Harry Rannala den Sieg erringen. Die letzte estnische Meisterschaft auf der Schanzenanlage konnte 1952 Ilmar Pärtelpoeg gewinnen.